# Nadja Schaus
Pour les articles homonymes, voir Schaus.
Nadja Schaus est une joueuse allemande de volley-ball née le 8 novembre 1984 à Worms. Elle mesure 1,87 m et joue au poste de réceptionneuse-attaquante. Elle totalise 50 sélections en équipe d'Allemagne.

## Clubs
| Club               | De        | À         |
| ------------------ | --------- | --------- |
| TuS Worms/Hochheim | 1995-1996 | 1999-2000 |
| VC Olympia         | 2000-2001 | 2001-2002 |
| SV Sinsheim        | 2002-2003 | 2002-2003 |
| Bayer Leverkusen   | 2003-2004 | 2008-2009 |
| 1. VC Wiesbaden    | 2009-2010 | 2009-2010 |
| Schweriner SC      | 2010-2011 | 2010-2011 |
| VC Stuttgart       | 2011-2012 | 2012-2013 |
| Pallavolo Marsala  | jan 2013  | mai 2013  |
| USC Münster        | 2013-2014 | 2013-2014 |
| Köpenicker SC      | 2014-2015 | 2014-2015 |
| SC Potsdam         | jan 2015  | 2015-2016 |
| Volley Köniz       | 2016-2017 | 2016-2017 |
| Golem Volley       | fév 2017  | mai 2017  |
| USC Münster        | 2017-2018 | 2017-2018 |
| CS GYM Volley      | 2018-2019 | …         |

## Palmarès
- Championnat d'Allemagne
  - Vainqueur : 2011.
  - Finaliste : 2004, 2010.
- Coupe d'Allemagne
  - Finaliste : 2005.
- Top Teams Cup
  - Finaliste : 2005.